# Legnago (stacja kolejowa)
Legnago (włoski: Stazione di Legnago) – stacja kolejowa w Legnago, w prowincji Werona, w regionie Wenecja Euganejska, we Włoszech. Jest stacja węzłową na liniach Werona – Rovigo i Mantova – Monselice.
Infrastruktura stacyjna jest zarządzana przez Rete Ferroviaria Italiana (RFI), wchodzącej w skład Ferrovie dello Stato.

## Historia
Stacja została otwarta w dniu 1 lutego 1877 wraz z odcinkiem do Badia Polesine linii Werona - Legnago - Rovigo. W dniu 6 sierpnia tego samego roku otwarto linię do Cerea, a począwszy od 31 grudnia 1886, wraz z otwarciem trasy do Montagnana stała się częścią linii Mantua - Monselice.
Obie linie zostały sfinansowane przez państwo, ten fakt został udokumentowany statusem z 29 czerwca 1873, n. 1475 [4]. Miasto Legnago zostało wybrana jako punkt przecięcia dwóch linii ze względu na jego strategiczne położenie w razie konfliktu zbrojnego z Austro-Węgrami. Konsekwencją tej strategii było zaproponowanie budowy fortyfikacji w celu ochrony infrastruktury kolejowej.

## Infrastruktura
Budynek pasażerski składa się z dwóch pieter, przy czym tylko parter jest dostępny dla podróżnych. Po obydwu stronach budynku znajdują się dwie piętrowe przybudówki.
Stacja wyposażona jest w 3 perony i 5 torów wykorzystywanych w ruchu pasażerskim oraz 3 dodatkowe tory towarowe.
Perony są wyposażone w wiaty chroniące pasażerów przed niekorzystnymi warunkami atmosferycznymi, a wszystkie perony są połączone z budynkiem przejściem podziemnym.

## Linie kolejowe
- Werona – Rovigo
- Mantova – Monselice